# Christian Jungersen

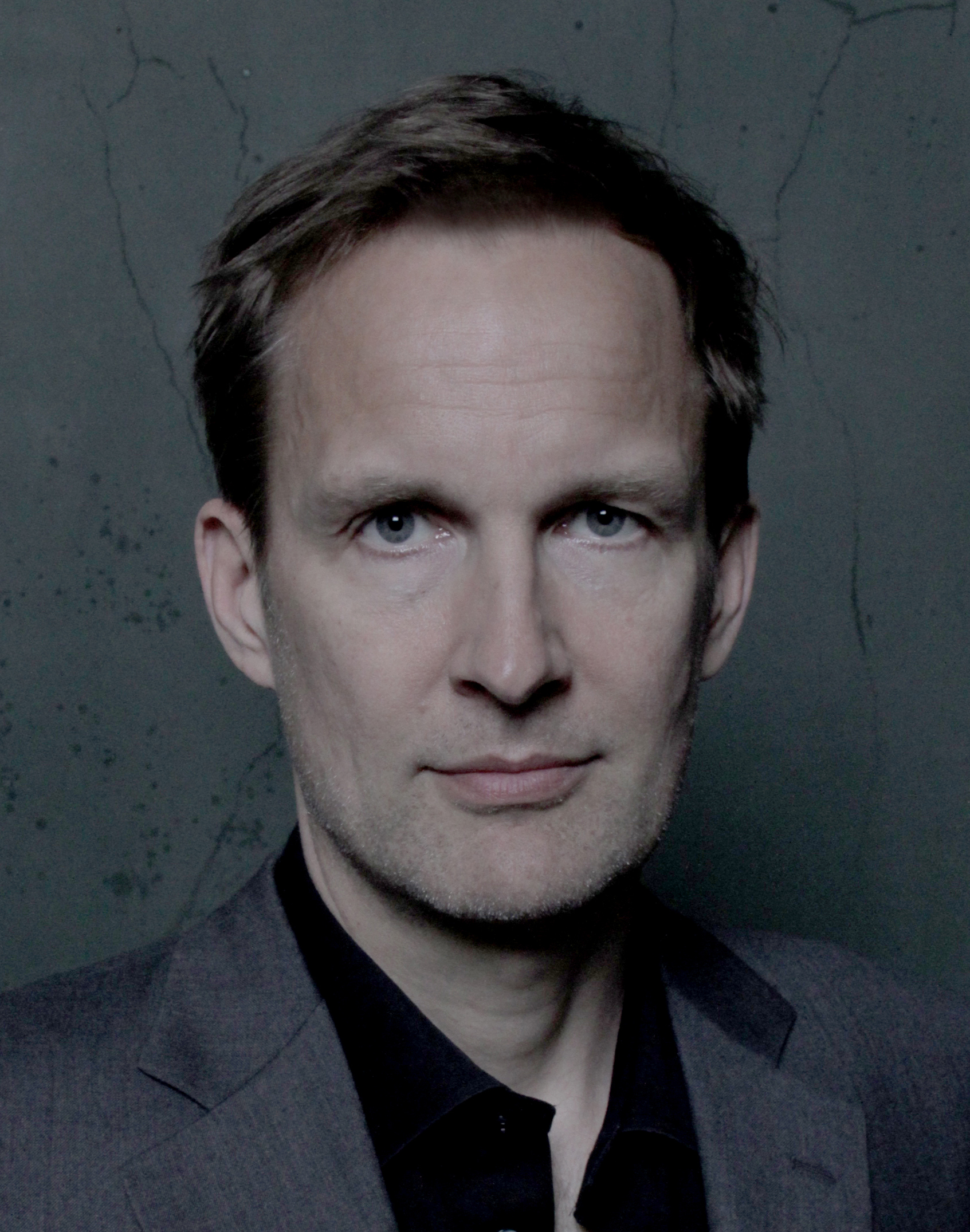
Christian Jungersen (2013)

Christian Jungersen (* 10. Juli 1962 in Kopenhagen, Dänemark) ist ein dänischer Schriftsteller.

## Leben
Christian Jungersen ist der Sohn eines Anwalts und einer Lehrerin. Er wuchs im Norden Kopenhagens auf. Er studierte Soziologie und Wirtschaftswissenschaften. Anschließend schrieb er sechs Drehbücher, von denen keines verfilmt wurde. Er arbeitete als Scriptconsultant und als Dozent, bevor er 1999 mit dem Thriller Krat als Schriftsteller debütierte. Sein zweiter 2004 erschienener Thriller Undtagelsen, in dem Jungersen Mobbing verarbeitete, wurde 2006 vom Piper Verlag unter dem Titel Ausnahme veröffentlicht.

## Werke
- 1999: Krat
- 2004: Undtagelsen
  - Ausnahme. Piper Verlag, 2006, ISBN 978-3-492-04771-5
- 2012: Du forsvinder

## Auszeichnung (Auswahl)
- 2004: De Gyldne Laurbær
- 2005: DR Romanpreis